# Gertrud Woker
Gertrud Johanna Woker, née le 16 décembre 1878 à Berne (originaire de Kirchberg) et morte le 13 septembre 1968 à Marin, est une féministe et chimiste suisse, militante pour la paix.

## Biographie
Gertrud Woker naît le 16 décembre 1878 à Berne. Elle est originaire d'une autre commune du même canton, Kirchberg. Elle est la fille de Johanna Müller et de Philipp Woker-Müller, professeur d'histoire et théologien de l'Église vieille-catholique. 
En 1900, elle étudie la chimie organique à l'université de Berne et devient la première femme à obtenir un doctorat dans cette branche en 1903. Elle est Privat-Docent en biologie (1906-1932) puis professeur extraordinaire (1933-1951) dans cette université.
Elle étudie ensuite la chimie physique à l'université de Berlin. En 1907, elle devient la première femme maître de conférences en chimie dans une université germanophone, à l'université de Berne,. Sa conférence inaugurale sur la recherche catalytique décrit son sujet de recherche dans les années à venir. En 1911, elle dirige à Berne l'Institut de biologie physico-chimique. En 1917, elle montre la toxicité de l'essence au plomb et donne des suggestions pour faire de l'essence automobile sans plomb. Après la présentation de ses travaux et en dépit de son engagement politique, elle reçoit une chaire de professeur associé de 1933 à 1953[réf. nécessaire].

### Pacifisme et droits des femmes
Lors de la Première Guerre mondiale, elle s'engage pour le pacifisme avec des tracts contre les gaz toxiques. Par ailleurs, elle milite pour les droits des femmes, notamment le vote. En 1915, elle adhère à l'« Association internationale des femmes pour une paix durable », qui deviendra la Ligue internationale des femmes pour la paix et la liberté (LIFPL),. Dès 1917, elle réclame l'égalité des droits pour les femmes. Avec Clara Ragaz notamment, elle crée la section suisse de la LIFPL, qu'elle dirige après la mort de cette dernière. Gertrud Woker fonde également, en 1924, au sein de cette Ligue, une commission contre l'utilisation de méthodes scientifiques à des fins guerrières. 
Après la Seconde Guerre mondiale, elle s'engage dans le Mouvement suisse contre l'armement atomique avec une autre professeure d’université, Sophie Piccard (mathématiques).

## Hommage
Le 8 mars 2022, son nom est donné à un chemin sur le campus de l'EPFL, au même titre que six autres femmes de sciences illustres.